# Dennis King
Dennis King (născut Dennis Pratt; n. 2 noiembrie 1897, Coventry, Anglia, Regatul Unit al Marii Britanii și Irlandei – d. 21 mai 1971, New York City, New York, SUA) a fost un actor și cântăreț englez.
Născut în Coventry, Warwickshire, King a avut o carieră de actor de teatru atât în drame (inclusiv Shakespeare), cât și musicaluri. A emigrat în SUA în anul 1921 și a urmat o cariera de succes pe Broadway. Printre rolurile sale cele mai notabile a fost rolul său din producția originală Rose-Marie de Rudolf Friml, în care a cântat cântecele „Rose-Marie” și „Indian Love Call”.
El a apărut în două filme muzicale și a jucat roluri nemuzicale în alte două filme. A mai jucat câteva roluri în filmele și spectacolele de televiziune. Dennis King a murit la New York, în 21 mai 1971, la vârsta de 73 de ani.

## Familie
El a fost tatăl actorului de teatru liric John Michael King, care este cunoscut pentru rolul Freddy Eynsford Hill din My Fair Lady. Dennis King a avut pictura ca hobby, cu care s-a ocupat mai târziu.

## Teatru liric
- 1919 Monsieur Beaucaire (producție la Londra)
- 1925 Rose-Marie - Jim Kenyon (producție pe Broadway)
- 1925 The Vagabond King - François Villon (producție pe Broadway)
- 1928 The Three Musketeers - d'Artagnan (producție pe Broadway)
- 1930 The Three Musketeers - d'Artagnan (producție la Londra)
- 1932 Show Boat - Gaylord Ravenal (reluare a spectacolului pe Broadway)
- 1933 Command Performance (musical) - Peter Mali (producție la Londra)
- 1937 Frederika - Goethe (producție pe Broadway)
- 1938 I Married an Angel - contele Willi Palaffi (producție pe Broadway)
- 1951 Music in the Air - Bruno Mahler (reluare a spectacolului pe Broadway)
- 1956 Shangri-La - Hugh Conway (producție pe Broadway)

## Filme muzicale
- 1930 The Vagabond King
- 1930 Paramount on Parade
- 1933 Fra Diavolo (cunoscut, de asemenea, sub numele de The Devil's Brother), o versiune a filmului Fra Diavolo al lui Daniel Auber – deși Laurel și Hardy au fost vedetele filmului, King a jucat rolul principal

## Alte filme
- 1944 Between Two Worlds (un remake al filmului Outward Bound din 1930) - pastor
- 1959 The Miracle - un nobil care este unul dintre admiratorii lui Carroll Baker

## Spectacole de televiziune
- 1957 Twelfth Night (ca Sir Toby Belch, prezentat în cadrul Hallmark Hall of Fame)
- 1958 Aladdin, producție color de televiziune CBS cu cântece compuse de Cole Porter (prezentat în cadrul DuPont Show of the Month)
- 1960 The Mikado, producție color de televiziune NBC cu Groucho Marx, Stanley Holloway și Helen Traubel (prezentat în cadrul Bell Telephone Hour)
- 1961 Give Us Barabbas! (ca Pilat din Pont) (prezentat în cadrul Hallmark Hall of Fame)

## Legături externe
- en Dennis King la Internet Broadway Database
- Dennis King la Internet Movie Database
- Dennis King la Find a Grave